# Souris River
Der Souris River oder Mouse River (französisch bzw. englisch: Maus-Fluss) ist ein ca. 700 km langer rechter Nebenfluss des Assiniboine River.
Der Fluss fließt durch die kanadischen Provinzen Saskatchewan und Manitoba und durch den US-Bundesstaat North Dakota. Der Fluss mündet bei Treesbank in den Assiniboine River.
Im Sommer 2011 kam es am Souris River bei Minot zu einem Jahrhunderthochwasser, bei welchem über 11.000 Menschen wegen der Überschwemmungen evakuiert werden mussten.

## Nebenflüsse
- Antler River
- Des Lacs River
- Wintering River
- Deep River
- Cut Bank River